# اچ‌ام‌اس اسپایتفول (پی۲۲۷)
اچ‌ام‌اس اسپایتفول (پی۲۲۷) (به انگلیسی: HMS Spiteful (P227)) یک زیردریایی بود که طول آن ۲۱۷ فوت (۶۶ متر) بود. این زیردریایی در سال ۱۹۴۳ ساخته شد.